# Big Gun
Big Gun è un singolo degli AC/DC. Questa canzone si trova sul loro raro singolo dallo stesso nome. Si trova anche sulla colonna sonora del film con Arnold Schwarzenegger in primo piano, Last Action Hero e nel cofanetto "Backtracks" del 2009. Era il #1 sulla classifica Mainstream Rock Tracks nel 1993.

## Videoclip
Il videoclip è ambientato ad un concerto degli AC/DC e tra il pubblico c'è Arnold Schwarzenegger, che dopo aver assistito al concerto sale sul palco e quando indossa il cappellino di Angus Young si trasforma in un suo sosia. Si sovrappongono poi immagini del film Last Action Hero in cui vengono mostrate le scene d'azione più frenetiche.